# Drengot-slægten
Drengot-slægten var en normannisk ridder-familie, og dens mandlige medlemmer var nogle af de første normanner, der tog til Syditalien (Mezzogiorno), hvor de gik i tjeneste hos de lombardiske fyrster. De blev den næstmest prominente normanniske familie i regionen, kun overgået af Hauteville-slægten.

## Oprindelse
Slægten stammede fra Carreaux, nær Avesnes-en-Bray, øst for Rouen. Det alternative familienavn "de Quarrel" stammer fra Quarrelis eller Quadrellis, latinsk for Carreaux. I følge andre kilder stammer slægten derimod fra Alençon.
De første kendte medlemmer af slægten var fem brødre. Kilderne beretter, at Osmond slog en af hertug Richard 2. af Normandiet's jagtkammerater ihjel og måtte forlade Normandiet i 1016, og at fire af hans brødre fulgte med ham. De samtidige kilder er uenige om, hvem af brødrene, der var anfører på rejsen til Syditalien. Orderic Vitalis og William of Jumièges peger på Osmond. Rudolf Glaber siger Rudolph. Leo af Ostia, Amatus af Montecassino og Adhemar af Chabannes nævner Gilbert Buatère. I følge de fleste syditalienske kilder var det sidstnævnte, der ledede normannerne i slaget ved Cannae i 1018. De øvrige brødre var Asclettin og Ranulf, formentlig de to yngste. Nogle kilder, heriblandt Glaber, hævder, at en gruppe på 250 normanniske krigere gjorde holdt i Rom for at møde pave Benedikt 8.. Derfra drog de til en af de lombardiske hovedbyer, Salerno eller Capua. De sluttede sig derpå til Melus af Bari, der stod i spidsen for de lombardiske oprørere i Apulien.

## Fremgang
Drengot-brødrene klarede sig godt sammen med Melus, lige indtil de led nederlag ved Cannae i 1018. Oprøret medførte, at den tysk-romerske kejser Henrik 2. den Hellige drog til området i 1022 og skabte fred, idet man vendte tilbage til status quo ante mellem det Byzantiske rige og lombarderne. Han gav en nevø til Melus noget land i Comino dalen, ved Garigliano. Denne nevø tog mange af de normanniske krigere med sig, inklusive de overlevende Drengot-brødre. Rudolph havde været med Melus i Bamberg hos kejseren, og han var også med på kejserens tur til Italien, men derefter samlede han nogle mænd og drog tilbage til Normandiet.
De ældste af Drengot-brødrene nåede således ikke at opleve slægtens sociale opstigning. Gilbert og Osmond døde ved Cannae og Rudolph vendte tilbage til Frankrig. Det var den unge, hensynsløse Ranulf, der skaffede dem frem. Han meldte sig under fanerne hos den fordrevne hertug af Napoli, Sergius IV, i 1029. Sergius genvandt magten, og han belønnede Ranulf ved både at give ham sin søster til hustru,, samt at gøre ham til greve af byen Aversa og dens opland. Ranulf gik straks i gang med at befæste byen, der lå på en bakketop, og dermed var den første normanniske stat i Italien en kendsgerning.
I 1042 fik broderen Asclettin, som havde kæmpet sammen med Hauteville-slægten, byen Acerenza i forbindelse med at normannernes erobringer i Apulien blev delt op i 12 portioner.

## Regenter i Capua
Langt den vigtigste begivenhed i historien om Drengot-slægten var erobringen af fyrstedømmet Capua i 1058. I 1057 døde Pandulf 6., og Richard, søn af Asclettin, gik omgående i gang med at belejre byen Capua. Den kapitulerede året efter, og Richard tog titlen som fyste af Capua. Han lod dog den legitime fyrste, Landulf 8., regere i selve byen Capua indtil 1062.
Richard tog også magten i Gaeta i 1058, og han sendte sin søn Jordan, af sted for at overtage byen i 1062, hvilket dog først lykkedes i 1064. Richard og Jordan arbejdede på at udbrede Drengot-slægtens magt mod nord, i Latium og Abruzzo. De var den eneste modvægt mod Hauteville-familien, der på samme tid var i gang med at erobre Calabrien og Sicilien. Pavedømmet henvendte sig til fyrsterne af Capua for at få beskyttelse, og Richard og Jordan fik indflydelse på pavevalget. De gennemtvang – med militærmagt – både valget af Hildebrand og gennemførelsen af den gregorianske reform. I 1077 begyndte Richard, som dengang var hertug Robert Guiscard's ligemand, at belejre Napoli, men han døde i 1078. Jordan opgav belejringen, og i hans regeringstid mindskedes Drengot-slægtens indflydelse i takt med Hauteville-familiens fremgang, der markeres af erobringen af Sicilien og de sidste byzantiske besiddelser på den italiensk halvø.
Fra 1092 til 1098 var Drengot-familien oven i købet smidt ud af Capua, fordi de lombardiske borgere i byen havde gjort oprør. Skønt de kom tilbage til byen gik det alligevel ned af bakke med deres magt. De forsøgte stadig at påvirke pavevalgene, men uden større held. De havde fået hjælp af Hauteville-familien til at generobre Capua, og til gengæld blev de tvunget til at underkaste sig dette dynastis overhøjhed, i dets egenskab af hertuger af Apulien og senere konger af Sicilien. Robert 2. af Capua gjorde oprør mod kongen, men måtte gå i eksil i 1135 og på trods af hjælp fra både kejser og pave tilbragte han resten af sit liv i et forgæves forsøg på at få sit fyrstedømme tilbage. Han døde i 1156 og dermed var det slut med Drengot-slægtens magt.

## Genealogi
- A1 Osmond (død 1018)
  - B1 Gilbert, ridder af Roccapiemonte
- A2 Gilbert Buatère (død 1018)
- A3 Rudolph
  - B1 Rainulf Trincanocte, 3. greve af Aversa (1045-1048)
    - C1 Herman, 4. greve af Aversa (under formynderskab) (1048-1049)
- A4 Ranulf 1., 1. greve af Aversa (1030-1045); død barnløs
- A5 Asclettin, 1. greve af Acerenza
  - B1 Asclettin, 2. greve af Aversa (1045), død barnløs
  - B2 Matilda, gift med Humphrey Hauteville
  - B3 Rainulf 2. Drengot, ridder af Alife og Caiazzo
    - C1 Humphrey
    - C2 William
    - C3 Robert, 1. greve af Alife og Caiazzo (1086-1115), gift med Gaitelgrima
      - D1 Ranulf 3., 2. greve af Alife og Caiazzo (1108-1139), hertug af Apulien (1137-1139), gift med Matilda Hauteville
        - E1 Robert

      - D2 Richard, greve af Rupecanina
        - E1 Andrew af Rupecanina

      - D3 Gaitelgrima, gift med William 2. af Apulien

  - B4 Richard 1., 5. greve af Aversa (1049-1078) og 1. fyrste af Capua (1058-1078); gift med Fredesenda, datter af Tancred af Hauteville
    - C1 Limpiasa, gift med Sergius 4. af Napoli
    - C2 en datter, gift med en søn af hertugen af Gaeta
    - C3 en datter, gift med William af Montreuil
    - C4 Jordan 1., 2. fyrste af Capua (1078-1090) og 6. greve af Aversa; gift med Gaitelgrima af Salerno
      - D1 Maria, grevinde af Nocera, gift med Roger Hauteville
      - D2 Richard 2., 3. fyrste af Capua (1090-1106) og 7. greve af Aversa
      - D3 Robert 1., 4. fyrste af Capua (1106-1120) og 8. greve af Aversa
        - E1 Richard 3., 5. fyrste af Capua (1120) og 9. greve af Aversa

      - D4 Jordan 2., 6. fyrste af Capua (1120-1127) og 10. greve af Aversa, gift med Sabia
        - E1 Robert 2., 7. fyrste af Capua (1127-1156, landflygtig fra 1135) og 11. greve af Aversa
          - F1 Robert
          - F2 Jordan, Byzantinsk sebastos

    - C5 Jonathan, greve af Carinola (død 1094)
    - C6 Gradilone (død 1079)

  - B5 Robert
    - C1 Alexander
    - C2 Drogo
    - C3 Hubert